# Медицинска школа „Хипократ” Нови Сад
Медицинска школа „Хипократ” једна је од приватних средњих школа у Новом Саду. Налази се у улици Дечанска 9 и ради у оквиру Средње школе „Свети Никола”. Назив је добила по Хипократу, старогрчком лекару из Перикловог доба (Класична Грчка) и једном од најзначајнијих личности у историји медицине. 

## Историјат
Медицинска школа „Хипократ” је почела са радом 2006. године. Ради у оквиру два нова школска објекта укупне површине преко 3000m² са двадесет и две учионице и кабинета, једанаест канцеларија са сопственом фискултурном салом, три отворена спортска терена, тридесет паркинг места и 6500m² уређеног школског дворишта за одмор и разоноду ученика школе. Комплетан простор школе, прилази, двориште, ходници и учионице су обезбеђени видео надзором и службом обезбеђења. У оквиру школе ради и школска кантина за ученике. Настава се изводи у малим одељењима до двадесет ученика, а укупно броје триста редовних ученика. Поред редовне наставе нуде услуге образовања одраслих, доквалификацију, преквалификацију и специјализацију. Садрже смерове Физиотерапеутски техничар, Медицинска сестра–техничар, Педијатријска сестра, Медицинска сестра–васпитач, Фармацеутски техничар, Лабораторијски техничар, Козметички техничар, Гинеколошко–акушерска сестра, Санитарно–еколошки техничар, Стоматолошка сестра–техничар и Зубни техничар.

## Догађаји
Догађаји Медицинске школе „Хипократ”:
- Слава Свети Никола
- Дан школе
- Дан отворених врата
- Дан заљубљених
- Светски дан здравља
- Светски дан борбе против дијабетеса
- Дечја недеља
- Пројекат „Здраво – браво”
- Пројекат „Предузетништво за младе”
- Пројекат „ОК – сервис подршке младих”
- Пројекат „Семафоризација 4”
- Пројекат „За чистије и зеленије школе у Војводини”
- Београдски сајам књига
- Сајам образовања
- Ноћ истраживача
- Међународни фестивал науке и образовања